# Стойковский, Трайко
Трайко Донев Стойковский (макед. Трајко Донев Стојковски; 10 января 1923, Куманово — 14 октября 2005, Белград) — югославский македонский военачальник времён Народно-освободительной войны Югославии, Народный герой Югославии.

## Биография
Родился 10 января 1923 в Куманово в бедной рабочей семье. До войны был разнорабочим, состоял в революционном движении. После вторжения стран Оси в страну ушёл в подполье и взялся за оружие, будучи в составе молодёжной революционной группы. Вступил в Союз коммунистической молодёжи Югославии, до 1943 года работал в городе, после чего был раскрыт болгарской полицией и скрылся.
В июне 1943 года Трайко вступил в Кумановский партизанский отряд, став пулемётчиком. В декабре 1943 года участвовал в бою против четников и метким огнём уничтожил множество солдат противника, чем заслужил похвалу от командира отряда, Християна Тодороевского. Позднее командовал ротой и батальоном (3-я македонская ударная бригада). Ближе к концу войны он командовал 7-й и 12-й македонскими бригадами: участвовал в боях за Скопье и Вардар.
После войны Трайко окончил Военную школу при Верховном штабе. В 1951 году перевёлся в Министерство внутренних дел, на пенсию вышел в 1959 году. В 2005 году присутствовал в Москве на Параде Победы 9 мая.
Скончался 14 октября 2005. Похоронен 15 октября на скопьевском кладбище Бутел. Награждён рядом орденов и медалей, в том числе медалью Партизанской памяти 1941 года и Орденом Народного героя Югославии (20 декабря 1951).